# Politiek in Zwitserland
De landelijke regeringspolitiek van Zwitserland wijkt sterk af van andere westerse democratieën, zoals België en Nederland. De samenstelling van de Zwitserse regering is namelijk niet gebaseerd op een regeerakkoord van partijen die een meerderheid vormen in het parlement maar op consensus tussen de vier grootste partijen, die in de praktijk samen overigens wel een meerderheid vormen. In die zin kent het land ook geen oppositie en kan een regering niet vallen of naar huis worden gestuurd.
Zwitserland stelt zich in de wereldpolitiek neutraal op.
Zwitserland is geen lid van de NAVO en de Europese Unie. Het is pas lid geworden van de Verenigde Naties in 2002. De VN-toetreding werd per referendum goedgekeurd.
Politieke besluitvorming vindt principieel op lokaal niveau plaats, tenzij het onderwerp de gemeente noodzakelijkerwijs overstijgt, bijvoorbeeld provinciale wegen en onderwijs. Zulke zaken worden op kantonsniveau besloten. De Bond is primair voor buitenlandse politiek en defensie verantwoordelijk en deels voor coördinatie tussen de kantons. Naast het landelijke parlement bestaan verschillende machtige overlegorganen van kantonnale besluitvormers, bijvoorbeeld op het gebied van de gezondheidszorg. Zie ook het artikel Overheid van Zwitserland voor een uitgebreidere beschrijving.

## Regeringsvorming

### Federaal niveau
De Zwitserse federale regering, de Bondsraad, bestaat uit zeven leden die door de Bondsvergadering worden gekozen voor de duur van vier jaar. Het is gebruikelijk dat leden van de Bondsraad na afloop van hun termijn worden herkozen. In de praktijk bepalen ze dus zelf wanneer ze het lidmaatschap van de Bondsraad wensen te beëindigen. Slechts viermaal werd een lid tegen zijn zin niet herkozen (voor het laatst Christoph Blocher in 2007).
De Bondsvergadering kan leden van de Bondsraad niet tussentijds wegsturen. Evenmin kan het parlement tussentijds worden ontbonden. Ondanks het ontbreken van een vertrouwensregel, gebeurt het wel dat leden van de Bondsraad onder zeer zware druk vanuit de politiek en media terugtreden, zoals Elisabeth Kopp in 1989.
In Zwitserland is het sinds 1959 gebruikelijk dat de Bondsraad een redelijke afspiegeling vormt van het Zwitserse parlement. De regeringsleden zijn meestal afkomstig van de vier grootste partijen van het land. Een coalitie zoals in België of Nederland vormen deze partijen echter niet. Aan de verkiezingen van de leden van de Bondsraad gaat namelijk geen regeerakkoord vooraf en gezien de uiteenlopende standpunten van bijvoorbeeld SP/PS en SVP/UDC is het ook ondoenlijk een dergelijk akkoord tot stand te brengen. In het Zwitserse parlement komen per onderwerp (steeds wisselende) meerderheden tot stand, zodat er geen echte coalitie of oppositie bestaat.

### Kantonaal niveau
Gelijktijdig met de verkiezingen voor het kantonsparlement, worden in de kantons de leden van de regering, meestal Regeringsraad of Staatsraad geheten, direct door het volk gekozen. In het kanton Ticino worden de leden gekozen volgens evenredige vertegenwoordiging. In de andere kantons kent men freiwilliger Proporz: formeel worden de regeringsleden volgens een meerderheidsstelsel gekozen, maar doordat de partijen slechts het aantal kandidaten nomineren waar ze proportioneel gezien recht op hebben, vormt de samenstelling van de kantonsregering toch een afspiegeling van het kantonsparlement.

## Zwitserse partijen

### Groenen
Duits: Grüne Partei der Schweiz; Frans: Les Verts; Italiaans: I Verdi
De groenen zijn voor echte gelijke rechten tussen man en vrouw, een betaalbare ziektekostenverzekering voor iedereen, voor de herverdeling van rijkdom en armoede, voor een goede samenleving en integratie van Zwitsers en buitenlanders. De partij is tegen genetisch gemodificeerde levensmiddelen, tegen kernenergie en voor de bescherming van het klimaat. De partij is voor vredespolitiek en tegen alle oorlogen, voor een versterkte ontwikkelingssamenwerking en voor een versterking van het sociale draagvlak van de samenleving.

### SP/PS socialistische partij
Duits: Sozialdemokratische Partei der Schweiz, Frans: Parti socialiste suisse, Italiaans: Partito socialista svizzero, Reto-Romaans: Partida socialdemocrata da la Svizra.
De SP/PS is de tweede partij van Zwitserland en heeft 2 vertegenwoordigers in de regering (Bondsraad).
In vergelijking met andere sociaaldemocratische partijen in Europa, Duitsland, Verenigd Koninkrijk en Nederland, heeft de socialistische partij van Zwitserland nog linksere meningen.
De SP/PS wil na de afsluiting van de bilaterale verdragen met de EU de toetreding van Zwitserland tot stand brengen. Andere doelen zijn het legaliseren van cannabis, de zekerstelling van de AHV (vergelijk AOW in Nederland) door de winsten van de nationale bank en opbrengsten van de verkoop van zijn goud. Ze wil een ziektekostenverzekering voor iedereen, waarbij premie sterk van het inkomen afhankelijk wordt gemaakt. Ze zijn tegen de spaarpolitiek van de rechtse burgerlijke partijen en striktere wetgeving tegen asielzoekers.

### Het Centrum
Duits: Die Mitte, Frans: Le Centre, Italiaans: Alleanza del Centro, Reto-Romaans: Allianza dal Center.
Het Centrum is de vierde partij van Zwitserland, in 2021 ontstaan uit een fusie van de CVP/PDC/PPD en de BDP/BPD. Voorganger CVP had sinds 2003 1 vertegenwoordiger in de regering. Hiervoor had het altijd 2 vertegenwoordigers, echter op grond van de sterke teruggang van de partij moest het 1 plaats in de regering afgeven aan de grootste partij SVP/UDC.
De wortels van de partij gaan terug tot de gronding van de bondsstaat Zwitserland in 1848. De partij is vooral sterk in de landelijke en bergkantons. De partij heeft een linkervleugel, maar ook een sterke ultra-conservatieve katholieke vleugel, zodat eenheid in de partij moeilijk te bereiken is.
De partij staat voor christelijke, sociale, wereldopen politiek.
De partij is voor versterking van de economische groei door vermindering van de bureaucratie, een juiste belastingpolitiek en meer flexibiliteit van de arbeidsmarkt. Het is voor een sterke familiepolitiek en een politiek die alle regionen van Zwitserland kansen biedt. Het wil de sociale zekerheid zeker stellen, ziektekosten betaalbaar houden, gezonde staatsfinanciën, een multifunctionele en gezonde agrarische sector, een neutraal blijvend Zwitserland, versterkte integratie van buitenlanders en een versterkte economische binding aan de EU.

### FDP/PRD/PLR vrijzinnig democratische partij
Duits: Freisinnig-Demokratische Partei der Schweiz, Frans: Parti radical-démocratique suisse, Italiaans: Partito liberale radicale svizzero, Reto-Romaans: Partida liberaldemocrata svizra.
De FDP is de derde partij van Zwitserland. Het heeft 2 vertegenwoordigers in de regering (Bondsraad).
De FDP/PRD/PLR is een partij rechts van het midden en komt ongeveer overeen met de Nederlandse partij VVD. De FDP/PRD/PLR is de partij van de bedrijven. Leden van de partij zijn sterk vertegenwoordigd in de raad van commissarissen van de verschillende Zwitserse ondernemingen.
De FDP/PRD/PLR staat voor versterken van de economische groei en verlagen van de werkloosheid, versterken van het onderzoek en onderwijs, terugdringen van de invloed van de staat, niet verder verhogen van de belastingen en de vereenvoudiging daarvan, het verzekeren van het pensioen en stoppen van de verhogingen in de gezondheidskosten en versterken van de slagkracht van de regering.
Sinds februari 2008 heeft de FDP na de fusie met de centrumrechtse Liberale Partij van Zwitserland een nieuwe naam: FDP.Die Liberalen.

### SVP/UDC Zwitserse volkspartij
Duits: Schweizerische Volkspartei, Frans: Union démocratique du centre, Italiaans: Unione Democratica di Centro, Reto-Romaans: Partida Populara Svizra
De SVP/UDC is de grootste partij in Zwitserland en heeft 2 vertegenwoordigers in de regering (Bondsraad).
De SVP/UDC is een rechts-conservatieve en rechts-populistische partij met ver-rechtse tendensen. Zij voert een isolationistische politiek. De SVP heeft haar machtsbasis in het conservatieve Midden-Zwitserland, waar het Zwitsers Eedgenootschap haar oorsprong heeft, en in het kanton Zürich.
De partij is tegen een lidmaatschap van de EU, NAVO en de Verenigde Naties, tegen opening van de grenzen (Schengen). Ze is voor een sterke rol van het leger en politie, en tegen vredesmissies van Zwitserland in het buitenland. Ze wil de invloed van de federale regering in Bern inperken en meer macht aan de lagere bestuursniveaus doen toekomen. Ze is tegen een grote toestroom van buitenlanders en asielzoekers, voor radicale belastingverlaging en voor een traditionele rol van de vrouw. De partij is tegen uitbouw van openbaar vervoer en voor de eigen auto.
Een partij met aanmerkelijk extremistischere tendensen dan de SVP, zijn de Zwitserse Democraten (SD). Zij zetten zich in voor een 100% handhaving van de Zwitserse neutraliteit en bijna totale isolatie van de overige wereld.

### BDP/PBD
In oktober 2008 scheidde een groep conservatief-liberalen zich van de SVP af en stichtten de Burgerlijk-Democratische Partij (BDP). Volgens de oprichters van de BDP stond hun nieuwe partij meer in de traditie van de oorspronkelijke SVP dan de huidige, uiterst rechtse SVP.
De BDP was - als opvolger van de SVP - in de Bondsraad vertegenwoordigd met één lid (2008-2015). Op 1 januari 2021 is de BDP opgegaan in Het Centrum.

## Zwitserse buitenlandpolitiek

### Neutraliteit
Zwitserland heeft een strikte neutraliteitspolitiek.
Neutraal houdt hier in, het niet deelnemen aan gewapende conflicten tussen andere staten. Zwitserland moet zich daarbij onpartijdig opstellen en mag niet op enige wijze eraan deelnemen. Wapenleveranties aan één of beide landen is dan ook verboden.
Een uitzondering op deze politiek is, wanneer de Verenigde Naties besluiten, juist om de internationale vrede te bewaren, dwingende maatregelen tegen een land op te zetten.
De neutraliteitspolitiek is geen doel op zich, maar meer een middel in de zelfverdediging van Zwitserland. Indien aansluiting bij een internationale organisatie de gelijke zekerheid zou kunnen geven is het opgeven van de neutraliteitspolitiek zonder meer bespreekbaar.
Overigens staat de neutraliteitspolitiek niet in de weg om ter bestrijding van de (internationale) criminaliteit de internationale samenwerking te versterken. Ook een deelname aan de vredesmissies is niet verboden. Zwitserland stelt een contingent soldaten ter beschikking voor de vredesmissie voor Kosovo. Daarnaast bestaat ook nog de Zwitserse garde ter verdediging van de Paus en Vaticaanstad.
Zwitserland is sinds 2002 lid van de Verenigde Naties. Hoewel door een groot gedeelte van de bevolking dit anders wordt gezien, is dit niet in strijd met de neutraliteitspolitiek. Ook andere neutrale naties als Oostenrijk, Zweden, Finland en Ierland zijn lid van de Verenigde Naties. Het lidmaatschap is geen verplichting om deel te nemen aan vredesmissies of gebruik van het land of luchtruim aan andere lidstaten te verlenen.

### Europese Unie
Zwitserland is geen lid van de EU (evenals Noorwegen), maar is economisch wel erg afhankelijk van de EU. Het lidmaatschap van de EU is sinds de regeringsperiode 2003-2007 geen specifiek doel van de regering meer.
De houding van Zwitserland ten opzichte van de EU wordt gedeeltelijk geregeld in de bilaterale verdragen tussen Zwitserland en EU.
De bilaterale verdragen I werden op 21 juni 1999 afgesloten. Het regelt zaken op het gebied van onderzoek, openbare aanbesteding van overheidswerken, handel, agrarische sector, luchtverkeer, landverkeer en personenverkeer.
De bilaterale verdragen II werden op 26 oktober 2004 afgesloten.
Het regelt onder andere zaken op het gebied van het bankgeheim en belasting over renteopbrengsten van geld van EU-bewoners bij Zwitserse banken, omzetting van de akkoorden van Schengen en de akkoorden van Dublin voor Zwitserland, bestrijden van bedrog op het gebied van subsidies en belasting, afbouw van subsidies op agrarische producten, lidmaatschap van Zwitserland van de Europese milieuorganisatie en het EIONET netwerk, samenwerking op het gebied van de statistiek, het bevorderingsprogramma voor Europese filmen MEDIA plus en het afschaffen van dubbele belasting voor vroegere Europese staatsambtenaren, die in Zwitserland wonen.

## Nationale politiek
Er is een duidelijke trend om steeds meer politieke verantwoording van het kanton naar de bond te verschuiven.

### Bondspolitiek
De beide kamers van het parlement behandelen de uiteenlopendste zaken die in de 7 departementen (ministeries) van de bond worden uitgewerkt. In principe beslist het parlement, maar in bepaalde gevallen moet gebruik worden gemaakt van de burgerrechten van de Zwitserse inwoners.
Wetgeving moet aan het volk worden voorgelegd wanneer de grondwet veranderd wordt. In de andere gevallen kan door een facultatief of een verplicht referendum de wet worden bekrachtigd (of het wordt verworpen).
Voor een overzicht van de gehouden referenda zie: Referendum in Zwitserland.

#### Verplicht referendum
Het verplicht referendum moet gehouden worden, wanneer de grondwet wordt veranderd. De tweede reden is wanneer het gaat om lidmaatschap van een internationale gemeenschap (zoals EU of Verenigde Naties) of een organisatie voor de collectieve veiligheid (bijvoorbeeld de NAVO).
Bij een verplicht referendum is niet alleen de meerderheid van de bevolking gevraagd, maar ook moet meer dan de helft van het aantal kantons voorstemmen (waarbij de kantons van Bazel-Stad, Basel-Landschaft, Appenzell Innerrhoden, Appenzell Ausserrhoden, Nidwalden en Obwalden maar half meetellen).

#### Facultatief referendum
Het facultatief referendum kan voor elk door het parlement genomen besluit aangevraagd worden.
Deze aanvraag gaat alleen met 50.000 handtekeningen van gelijkgezinden of wanneer 8 kantons daartoe besluiten. Dit moet echter wel binnen 100 dagen nadat het genomen besluit gepubliceerd is, gebeuren.
Voordat het referendum gehouden is, kan het besluit van het parlement niet worden omgezet.
Bij een facultatief referendum op bondsniveau geldt alleen de volksmeerderheid, de meerderheid van het aantal kantons is niet noodzakelijk.
Dat meer dan 8 kantons samen een referendum aanvragen, gebeurt eigenlijk nooit. De eerste keer was dit in 2004 voor het referendum over het nieuwe belastingenpakket, echter ook de bevolking heeft dit referendum aangevraagd.

#### Volksinitiatief
Een volksinitiatief kan gestart worden, zonder dat het parlement hierover besloten heeft. Een volksinitiatief heeft als doel een (kleine) verandering van de grondwet van Zwitserland.
Heeft iemand een idee, dan kan deze persoon of organisatie daarvoor zorgen dat het Zwitserse volk hierover stemt, wanneer meer dan 100.000 handtekeningen binnen 18 maanden worden verzameld.
Alles is mogelijk, in principe kan je dus een onderwerp als "gratis bier op elke vrijdag na het werk" inbrengen.
Over het algemeen hebben volksinitiatieven weinig kans om te worden aangenomen. Meestal stelt de regering of het parlement een alternatief voor, dat dan doorgaans wordt aangenomen. Een succes is het bijna altijd, omdat er aandacht wordt gegeven aan het onderwerp van het volksinitiatief en het meestal al gedeeltelijk wordt doorgevoerd door het alternatieve voorstel van de regering.
Het is zelfs mogelijk, dat zowel het volksinitiatief als het alternatief van de regering worden aangenomen. In dit geval wordt al gevraagd bij het referendum welk voorstel van de twee de voorkeur heeft.
Een probleem echter is dat alleen de grondwet wordt veranderd door een initiatief, hoewel er eigenlijk een uitvoerende wet voor zou moeten worden ontwikkeld. Een initiatief in 1945 verlangde bijvoorbeeld een verplichte ziekteverzekering voor het moederschap. Sinds 1945 is dit dus opgenomen in de grondwet, echter pas in 2004 (59 jaar later) werd hiervoor de uitvoerende wet in een referendum aangenomen, nadat verschillende voorstellen van wetten via referenda in de tussentijd het niet gehaald hebben.

### Politiek in het kanton
De politiek in het kanton is sterk afhankelijk van het kanton. Over het algemeen zijn de kantons in West-Zwitserland (Romandië) zeer socialistisch. De kantons in Centraal-Zwitserland zijn eerder rechts en conservatief.
Om de politiek in Bondsstad Bern te beïnvloeden sluiten verschillende kantons zich bij elkaar aan om hun belangen sterker door te kunnen zetten. Zo'n organisatie is bijvoorbeeld Espace Middenland.
Ook op kantonsniveau worden er regelmatig referenda gehouden, bijvoorbeeld over investeringsprojecten als nieuwe wegen, of opening van de winkels op zondag.

#### Landsgemeinde

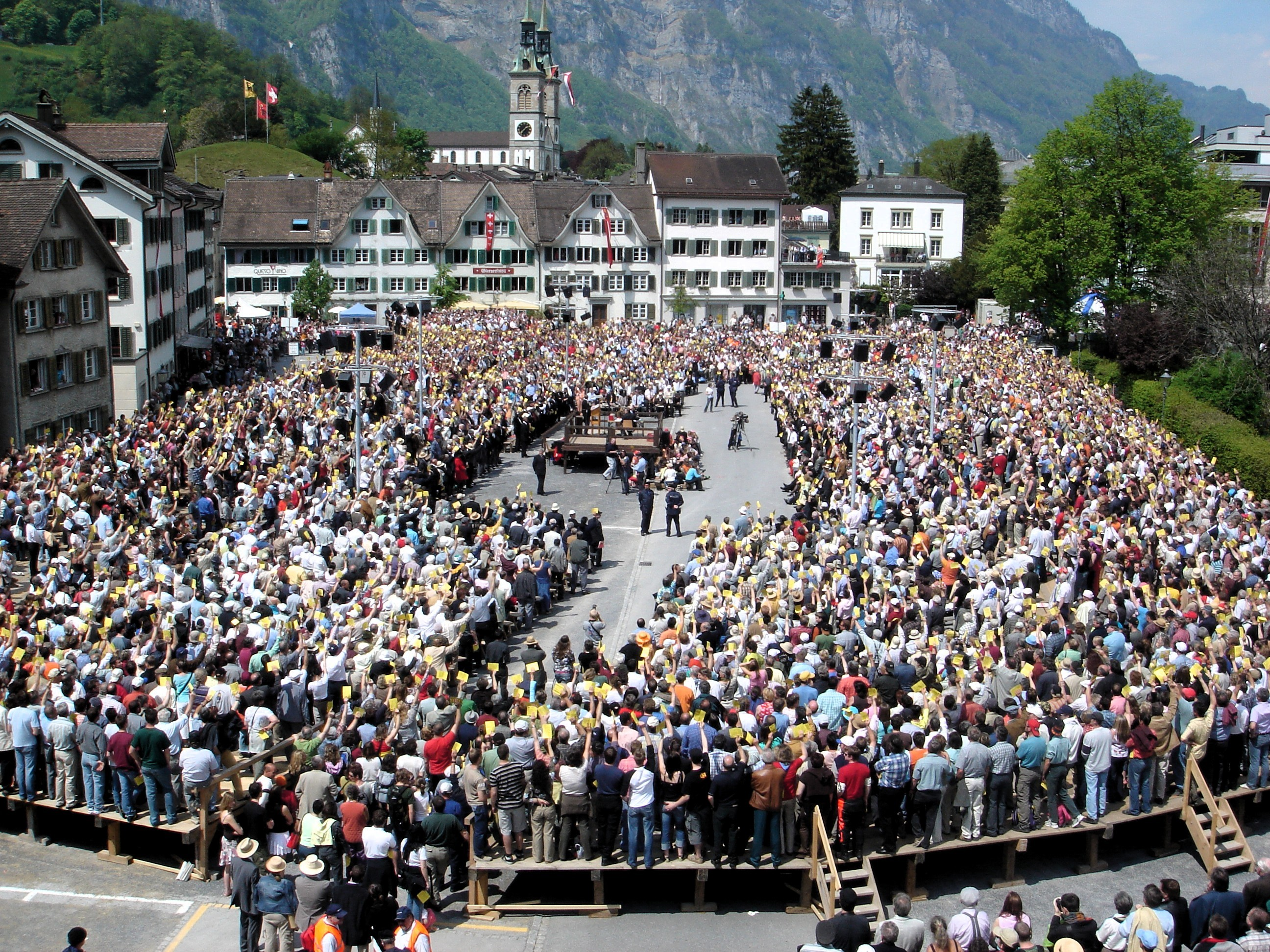
de Landsgemeinde in Glarus in 2006

Een fenomeen is de landsgemeinde. Dit is een van de oudste en eenvoudigste vormen van de Zwitserse democratie. Op een bepaalde dag verzamelen de stemberechtigde burgers van een kanton zich op bijvoorbeeld een plein. Hier worden dan debatten gehouden en gestemd over de verschillende zaken die op dat moment spelen, zelfs over de samenstelling van de regering.
In de meeste kantons is dit inmiddels afgeschaft, echter in de kleinere kantons van Appenzell Innerrhoden en Glarus wordt dit gebruik rondom einde april of begin mei nog in ere gehouden. De macht van de landsgemeinde werd in 2006 in Glarus gedemonstreerd toen ter plekke een burger een voorstel deed om de 25 bestaande gemeentes samen te voegen tot drie gemeentes in plaats van het veel gematigdere voorstel van de kantonale overheid tot tien gemeentes. Sinds 2011 heeft Glarus daarom drie gemeentes.

### Politiek in de gemeente
De politiek in de gemeente is door de relatief grote autonomie van de gemeentes interessant. De wijze waarin politiek bedreven wordt kan officieel zijn in de grotere gemeentes, maar ook heel eenvoudig, vergelijkbaar met een kleine vereniging, in de kleine gemeentes. In beide gevallen gaat het over wezenlijke en belangrijke zaken zoals onderhoud en aanleg van wegen, de school, de burgerbescherming, de waterverzorging, enzovoort.
In de kleine gemeentes van Zwitserland is de politiek echt een politiek van en voor de burger. Op de belastingaanslag ziet iedereen hoeveel geld naar de eigen gemeente gaat, dat is wellicht ook een factor in de betrokkenheid bij de lokale politiek.